# Postcrossing
Postcrossing je projekt namijenjen za razmjenu razglednica s korisnicima iz cijelog svijeta. Svaki korisnik koji pošalje jednu ili više razglednica nekom drugom korisniku u svijetu (adresa/adrese se dobiju nasumice) također će dobiti onoliko razglednica koliko je poslao/la od nekog drugog korisnika ovog projekta iz svijeta.
Trenutno na ovom projektu sudjeluje 650.228 korisnika iz 210 zemalja svijeta. Zahvaljujući ovom projektu poslano je preko 38 milijuna razglednica, a trenutno putuje 432.972 razglednica. Najviše razglednica poslano je iz Sjedinjenih Američkih Država (11,6%), Njemačke (11,3%), Nizozemske (10%), Finske (9,7%), Rusije (8%), Kine (4,3%) itd. Iz Hrvatske ima 663 korisnika, koji su poslali 61,151 razglednicu, po čemu je Hrvatska na 46. mjestu.

## Način funkcioniranja projekta
1. Prvo je potrebna registracija
2. Nakon registracije potrebno je tražiti adresu (do pet adresa) na koju ćete poslati razglednicu klikom na "I want to send a postcard"
3. Adrese zatim dođu na vašu e-mail adresu s kojom ste se registrirali. Uz adresu dođe i tzv. "Postcard ID" - Identifikacijski broj (npr. BA-100). Dobivenu kombinaciju dva slova (koji predstavljaju državu iz koje šaljete) i brojeva je obvezno napisati na razglednicu koju šaljete da bi se dotičnu razglednicu primatelj mogao registrirati.
4. Zatim trebate čekati da razglednica stigne na adresu i da je primatelj registrira (prosječan put jedne razglednice je oko 20 dana, ali to zavisi od lokacije pošiljatelja i primatelja)
5. Kada razglednice stigne i primatelj registrira, neki drugi korisnik će dobiti vašu adresu i poslati vam razglednicu zajedno s "Postcard-ID".
6. Kada konačno primite razglednicu na vašu adresu potrebno je samo kliknuti na "I received a postcard from another user" i ukucati "Postcard ID" i eventualnu poruku korisniku i razglednica je registrirana.

## Forum
Na službenoj stranici ovog projekta se nalazi i forum.